# Auszug (Universitätsgeschichte)
Als Auszug bezeichnet man das Verlassen einer Universitätsstadt durch Studenten und/oder Professoren. Ein solcher Auszug war in früheren Zeiten manchmal das Ergebnis eines schweren Konflikts. Als Zeichen ihres Protests verließen die Studenten oder Universitätsangehörige inklusive Professoren die Stadt. Ein solches Verhaltensmuster kam bereits im Spätmittelalter vor.

## Auszüge im Mittelalter
Mehrere Universitäten führen ihre Gründung auf einen Auszug von Dozenten und Studenten aus einer anderen Universität zurück. Das berühmteste Beispiel ist die Universität Cambridge, die, zumindest der Legende nach, im Jahr 1209 von Akademikern gegründet wurde, die sich in Oxford mit den lokalen Autoritäten überworfen hatten. Die Universität Heidelberg entstand 1386, als deutsche Studenten infolge des großen abendländischen Schismas zwischen Rom und Avignon ihre Stipendien für die Sorbonne verloren. Nach Streitigkeiten an der Karls-Universität Prag zogen 1409 viele der dortigen deutschen Lehrkräfte und Studenten nach Leipzig (in der Markgrafschaft Meißen), wo die Artistenfakultät den Lehrbetrieb aufnahm. Die Universität Leipzig bekam sowohl von der Stadt als auch von den Landesherren mehrere Gebäude übereignet. Noch im selben Jahr wurde das „Studium generale“ durch Papst Alexander V. bestätigt.
Aus der Universität Rostock sind nicht weniger als drei Auszüge überliefert; aus dem ersten ging die Universität Greifswald hervor.
Dem Auszug ging oftmals eine Verrufserklärung gegen die Universität oder die Bürger der Universitätsstadt voraus.

## Auszüge in der Neuzeit

### Gießen
Auszüge der Studentenschaft der Universität Gießen führten in die Burgruinen der Orte Gleiberg und Krofdorf sowie nach Staufenberg. Sowohl am 24. Juli 1792 als auch am 7. August 1819 waren Streitigkeiten mit dem Militär (besonders mit dem Offizier-Korps) Auslöser für diese Proteste. Nach dem Batzen-Skandal am 4. März 1821 wurde das Militär von Gießen nach Worms verlegt.

### Göttingen

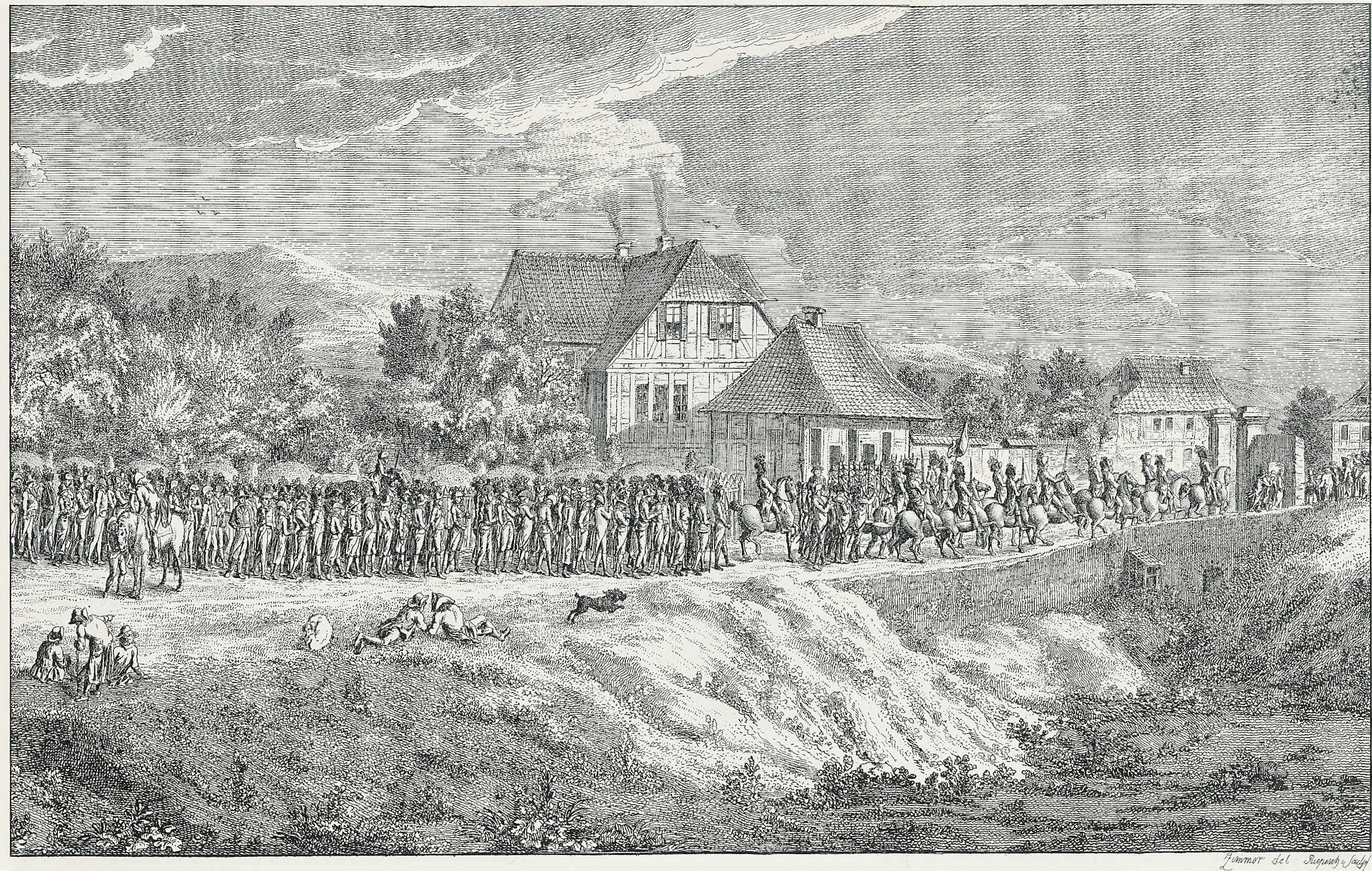
Rückkehr der Göttinger Studenten vom Kerstlingeröder Feld 1790

In der Zeit um 1800 wurde der Auszug von Studenten zunehmend als wirtschaftliches Druckmittel gegen die Behörden oder Bürger der Universitätsstadt genutzt, um studentische Interessen durchzusetzen. Aufgrund der großen wirtschaftlichen Bedeutung der Studenten für die oft kleinen Universitätsstädte gelang dies auch nicht selten. So verließen 1790 die Göttinger Studenten die Stadt, um mehr Rechte zu erhalten. Sie kampierten auf dem Kerstlingeröder Feld vor den Toren der Stadt. Aufgrund der hohen Einnahmeverluste vieler Bürger, die von der Versorgung der Studenten lebten, gingen die Stadtväter auf die Forderungen ein, um die Studenten zurückzuholen. Wie in solchen Fällen üblich, zogen die Studenten mit viel Pomp und unter dem Jubel der Bevölkerung wieder in die Stadt.
Der Auszug nach Hannoversch Münden (1806) und der Auszug nach Witzenhausen (1818), dem ersten Ort außerhalb des Königreichs Hannover, waren für die Studenten weniger erfolgreich.

### Heidelberg
In Heidelberg gab es im Laufe des 19. Jahrhunderts drei Auszüge der Studentenschaft: Der erste führte am 13./14. Juli 1804 die beiden damals bestehenden Landsmannschaften der Rheinländer und Franco-Badenser (zusammen etwa 200 Personen) nach einem Konflikt zwischen Studenten und Militärangehörigen nach Neuenheim auf dem der Stadt Heidelberg gegenüberliegenden Neckarufer. Auf Bitten der Zünfte und des Magistrats intervenierte die Universitätsleitung bei der Großherzoglichen Regierung. Mit Einverständnis des Kurfürsten sicherte der Rektor vollständige Satisfaktion zu, worauf die Studenten unter Musikbegleitung und Beifall der Professoren in die Stadt zurückkehrten.
Im August 1828 erhoben die Corps des Heidelberger Senioren-Convents und die Burschenschaft die Forderung nach Änderung der Satzungen der Heidelberger Museumsgesellschaft und sprachen, als diese sich weigerte, den Verruf über die Gesellschaft aus. Da der Senat daraufhin vier Burschenschafter mit Karzerstrafen belegte, beschloss die Gesamtstudentenschaft die Befreiung der Inhaftierten, stürmte den Karzer und trat am 14. August einen Auszug über Ketsch und Mutterstadt nach Frankenthal an (ca. 400 Teilnehmer). Verhandlungen mit der Universität scheiterten. Am 17. August sprach die Mehrheit über die Universität einen Verruf aus und verstreute sich, doch kehrten insbesondere zahlreiche Mitglieder der Corps zum folgenden Wintersemester nach Heidelberg zurück.
Letztmals zogen 364 Studenten am 17. Juli 1848 unter Führung eines Studentenausschusses mit Beteiligung des gespaltenen SC nach Neustadt an der Haardt aus. Dieser Auszug, der im Zusammenhang mit der Märzrevolution des Jahres 1848 zu sehen ist, war bis Ende Juli beendet. Er wurzelte in der Auseinandersetzung zwischen Studentenschaft und Universität um die Freiheitsrechte für die Studenten.

### Helmstedt
Im Winter 1790/1791 führte ein wochenlang andauernder Konflikt zwischen Studenten der Universität Helmstedt und der Handwerkerschaft der Stadt nach einem schweren Tumult im Februar 1791 zu einem Auszug der Studenten in das benachbarte Dorf Harbke. Nach dem Einwirken der Regierung des Fürstentums Braunschweig-Wolfenbüttel und Vermittlung des Helmstedter Bürgermeisters Georg Fein zwischen den streitenden Parteien, kehrten die Studenten am 2. März 1791 in die Universitätsstadt zurück.

### Jena 1792
In Jena hatten die Schokoladisten unter den Studenten Unruhen ausgelöst. Aus Protest gegen die Verlegung von Militär in die Stadt Jena zog am 19. Juli 1792 ein Teil der Studenten aus bis nach Nohra (im Erfurtischen), dem ersten Ort außerhalb des Fürstentums, um hier für Versammlungs- und Vereinsfreiheit zu streiten. Nachdem die Weimarer Minister, u. a. Goethe, ihre Forderungen erfüllten, zogen sie wieder nach Jena zurück. Die livländischen Studenten schufen sich daraufhin eine neue Fahne, auf der zu lesen war: Vivat Libertas Academica! (Hoch lebe die akademische Freiheit).